# Healing (alternatieve geneeswijze)
Healing is een term die met name in het jargon van de alternatieve geneeswijzen wordt gebruikt als een verzamelnaam voor een groot scala aan therapeutische en paranormale handelingen die men onder behandeling van een therapeut kan ondergaan, maar die men ook als zelftherapie uitvoert. Healing kan ook betreffen het genezen van medisch erkende lichamelijke aandoeningen, en beoogt het contact te herstellen met de zogenaamde kosmische levensenergie, waar ieder wezen deel van uit zou maken. Met healing wordt ook het verwerken van trauma's of andere psychologische schade bedoeld, die in dit leven of vorige levens zouden zijn opgelopen.
Zowel de begrippen 'kosmische levensenergie' als 'vorige levens' worden in de westerse geneeskunde niet erkend, maar hebben met name in de oosterse en christelijk-esoterische culturen een belangrijke rol. Healing is sinds de jaren 80 van de 20e eeuw in zwang geraakt, mede door de stijgende populariteit van oosterse geneeswijzen en de opkomst van de newagebeweging.
Het begrip 'healing' wordt ook gezien bij de pinksterbeweging, waar healings staan voor bijeenkomsten waar men door middel van gebed bijvoorbeeld homoseksuelen en hiv-geïnfecteerden tracht te genezen.